# 柳川笑加
柳川 笑加（やながわ えみか、1993年5月7日 - ）は、日本の女性ファッションモデル。血液型はO型。東京都在住。リヴァイフロント所属。

## 略歴
BLEA女子高等部在学中、自分の可能性を試すために自らpopteenの読者モデルに応募。以降は各ギャル雑誌等でモデルとして活躍中。

## 人物
- 学校で学んだ技能として自分でアイメイクコスメなどを制作出来る。
- ティーカッププードルを飼っている（名前はピノ）。
- ファッションが大好きでいずれ自分でデザインなどをしたいと思っている。現在も自分自身でリメイクは行っており、2009年NHK東京カワイイ★TVのリメイク特集の回にはゲスト出演した。
- 石ノ森章太郎の名前の由来になった宮城県登米郡中田町石森（なかだちょういしのもり、現在は市町村合併で登米市）が地元。その事もあり将来仮面ライダーより有名になりたいと思っている。

## 出演

### 雑誌
- Popteen
- Ranzuki
- egg
- S Cawaii!
- Happie Nuts!

### TV
- 2009年NHK「東京カワイイ★TV」
- 2011年5月 - TBS「さんまのスーパーからくりTV」

### CM
- 2011年7月「株式会社セガ Nintendo DS SEGAぷよぷよ「いまどきのギャル」篇